# Canzano
Canzano é uma comuna italiana da região dos Abruzos, província de Teramo, com cerca de 1.809 habitantes. Estende-se por uma área de 16 km², tendo uma densidade populacional de 113 hab/km². Faz fronteira com Castellalto, Cermignano, Téramo.

## Demografia
| Variação demográfica do município entre 1861 e 2011                               |
|                                                                                   |
| Fonte: Istituto Nazionale di Statistica (ISTAT) - Elaboração gráfica da Wikipedia |